# Mauginiella scaettae
Mauginiella scaettae är en svampart som beskrevs av Cavara 1925. Mauginiella scaettae ingår i släktet Mauginiella, divisionen sporsäcksvampar och riket svampar.   Inga underarter finns listade i Catalogue of Life.